# Verblijfskunde

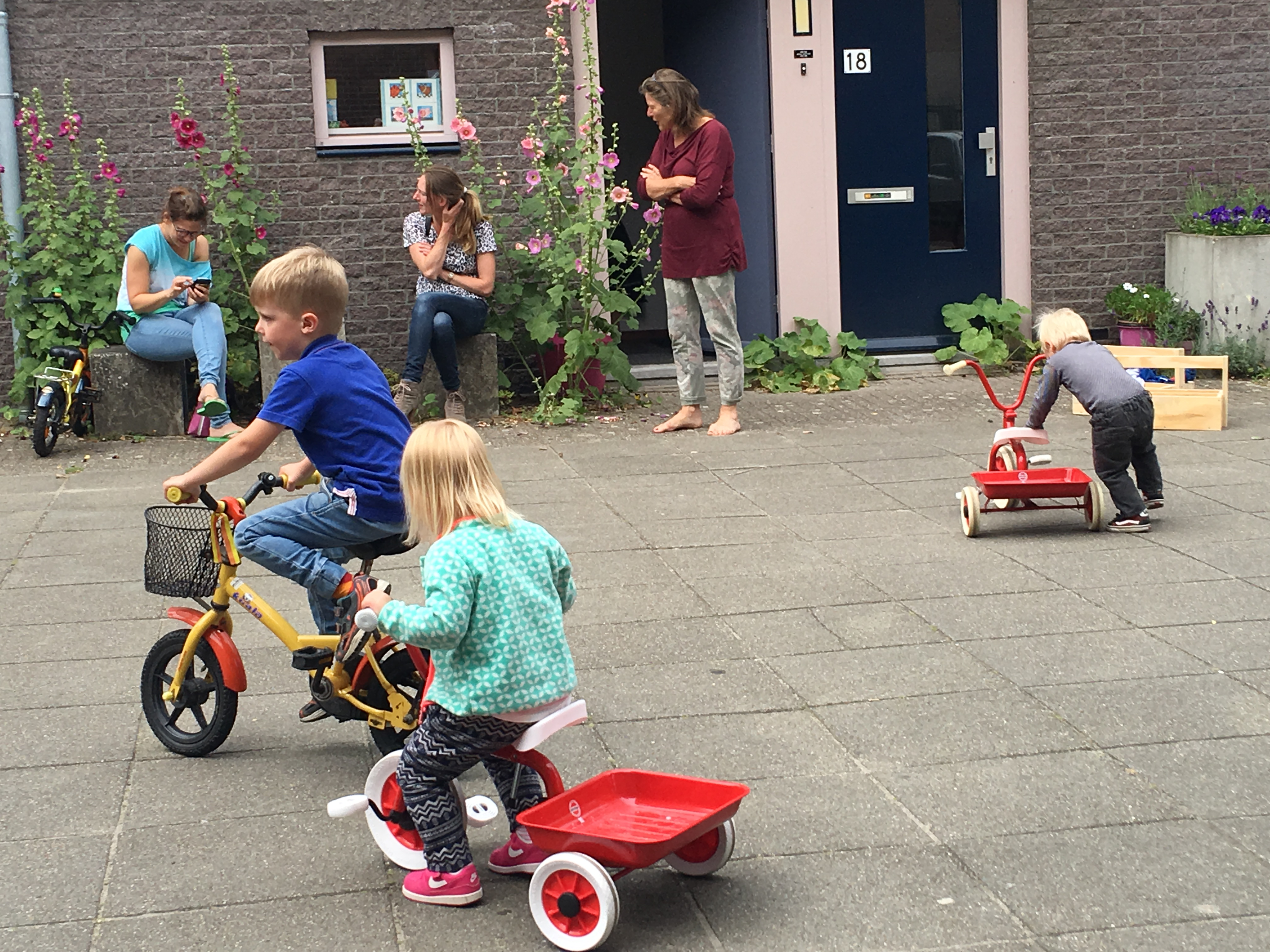

Verblijfskunde is een nieuw kennisdomein dat in belang toeneemt door de verder gaande verstedelijking en de eisen die worden gesteld aan de leefbaarheid in de bebouwde kom. Dit houdt in een nadrukkelijk ondergeschikte positie van verkeer ten opzichte van leefbaarheid.

## Basis

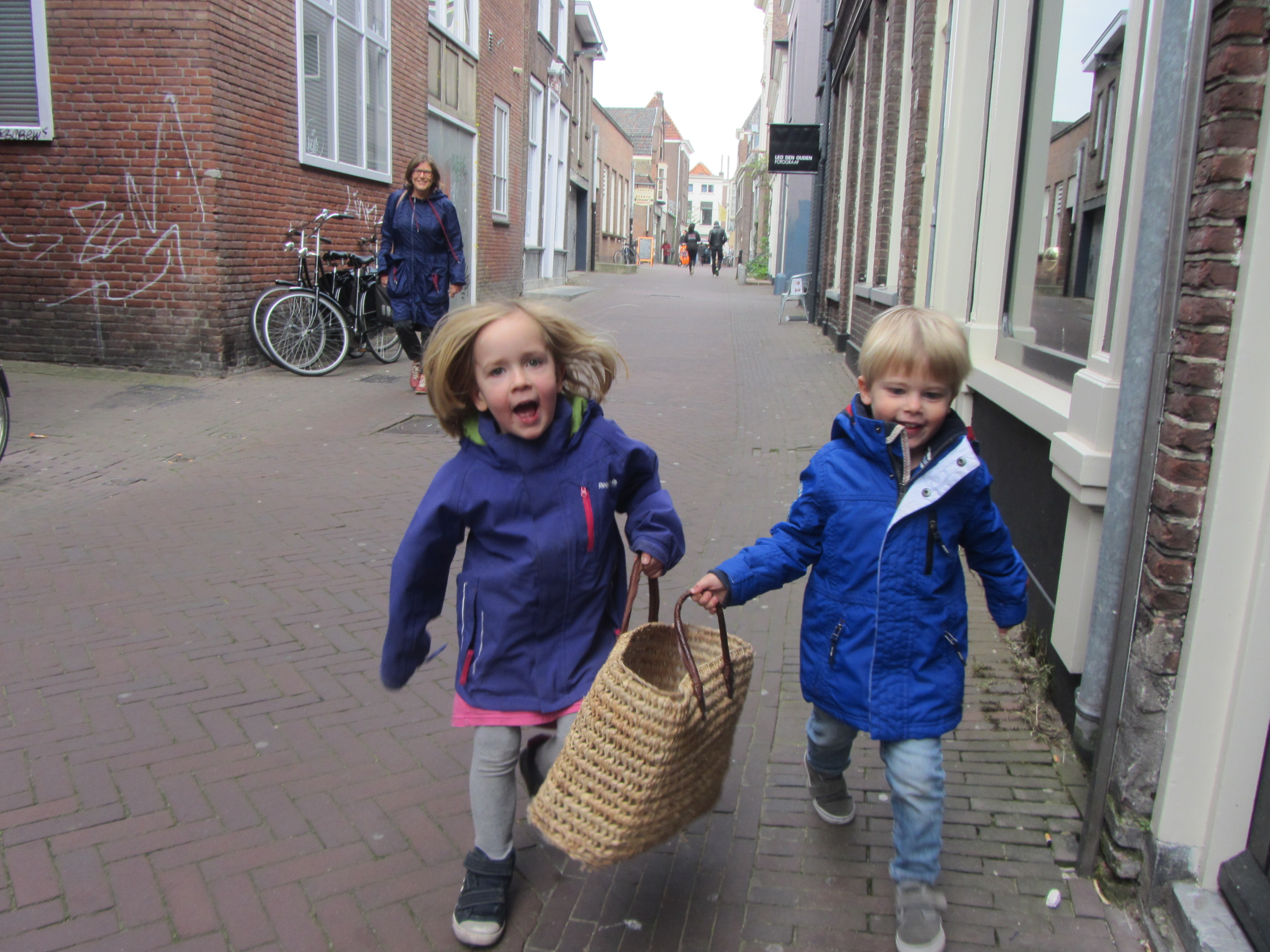

Een belangrijke basis is het CROW-handboek Stedenbouw en verkeer dat verschenen is bij de pensionering van professor Boudewijn Bach bij de Technische Universiteit Delft.

## Kernbegrippen

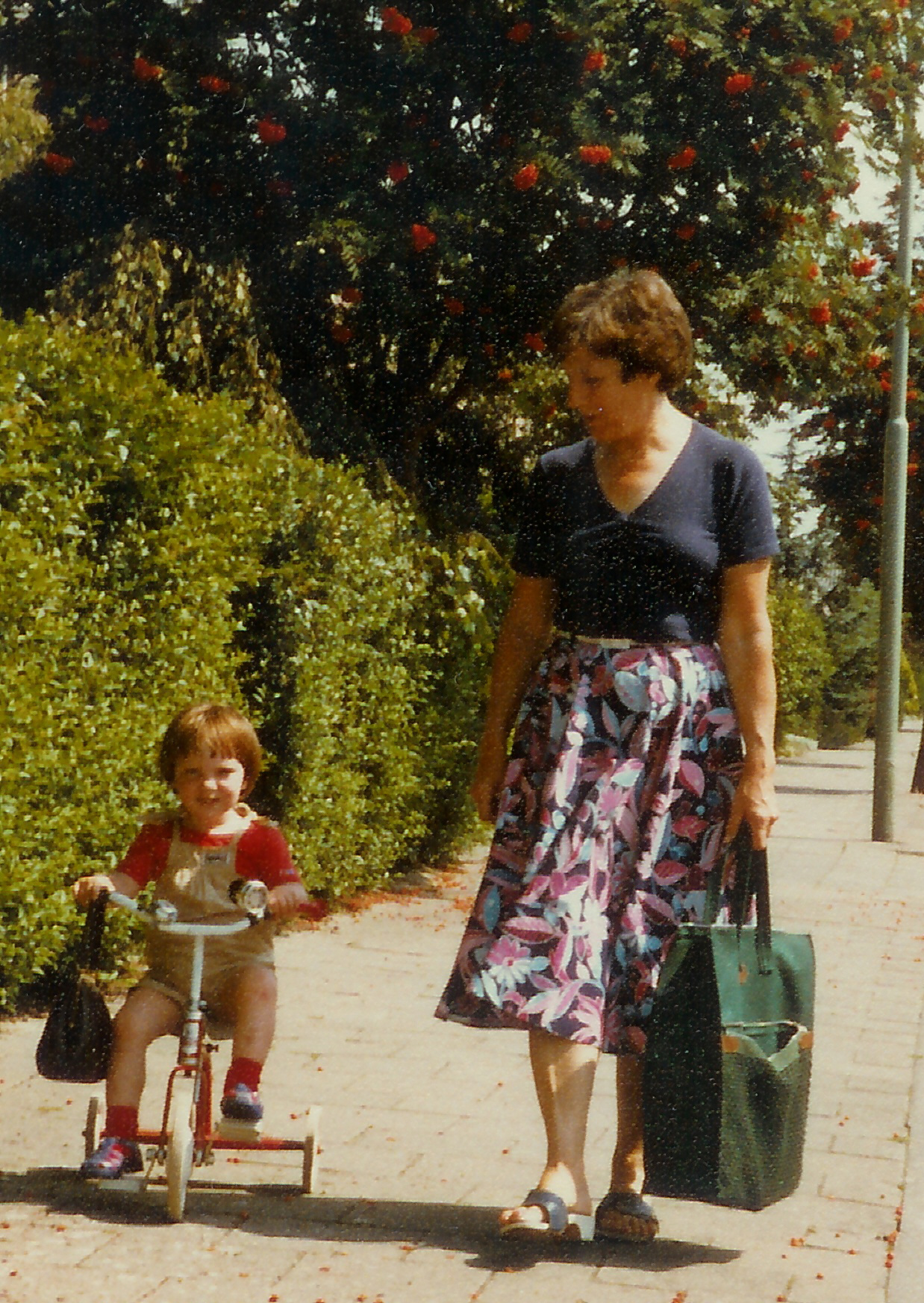

VerblijfskwaliteitHet geheel van ruimtelijke, maatschappelijke, verkeerskundige en landschappelijke aspecten dat het verblijf in, langs of nabij een gebied dienstbaar maakt aan de sociale en recreatieve activiteiten waarvoor het gebied bestemd is.
VerblijfsgebiedGebied waar de (inrichting van de) weg dienstbaar is aan de sociale en recreatieve activiteiten (van de omwonenden). Een verblijfsgebied kan worden beschouwd als een aaneengesloten gebied van erftoegangswegen.
Tijdens het Childstreet-project werd de term verblijfskunde gemunt en is het vakgebied verkend. Na zijn historische schets van de ontwikkeling van het verkeer in de stad formuleert en operationaliseert Steven Schepel een zestal  beoordelingscriteria voor de leefbaarheid van de straat.

## Omgekeerd ontwerpen
Tijdens het Verkeerskunde-congres NVVC 2010 wordt naast verkeerskunde de nieuwe expertise verblijfskunde voorgesteld; een expertise  van mensen die ‘omgekeerd’ kunnen ontwerpen en oog hebben voor kwetsbaren op straat op basis van het werk van Erik Asmussen over de Nieuwe Normmens  en de menselijke stad zo leefkwaliteit kunnen geven. 

## Leerstoel
Enkele jaren later stelt MENSenSTRAAT in het vakblad Verkeerskunde voor om een leerstoel Verblijfskunde in te stellen om bestaande kennis over mensenstraten te verzamelen en nieuwe kennis te ontwikkelen In mensenstraten staat de mens als straatgebruiker centraal en dient het ontwerp te voldoen aan het dienstbaar maken aan de sociale en recreatieve activiteiten van de mens.
Door een consortium van verkeersbureaus onder leiding van de ANWB wordt ontwerpend onderzoek gedaan naar Verkeer in de Stad. Ook daar worden gebieden voorgesteld met maximale snelheden van zowel 10 km/u en 20 km/u voor bezoekend verkeer.